# キョウエイマーチ
キョウエイマーチ（欧字名:Kyoei March、1994年4月19日 - 2007年5月9日）は、日本の競走馬、繁殖牝馬。
1997年の桜花賞（GI）優勝馬。その他の勝ち鞍に1997年の報知杯4歳牝馬特別（GII）、ローズステークス（GII）、1999年の阪急杯（GIII）、2000年の京都金杯（GIII）。
主戦騎手は松永幹夫、のちに秋山真一郎。

## 競走馬時代

### デビュー前
1994年4月19日、北海道門別町のインターナショナル牧場にてインターシャルマンの2番仔として出生。生誕後骨端症という脚部不安を抱えていることが判明したが、懸命な治療が施され続けて、何とかデビューまで漕ぎ着けることができた。

### 2歳（旧3歳）
1996年9月、栗東の野村彰彦厩舎に入厩したキョウエイマーチは、同年11月30日に阪神のダート1200mの新馬戦でデビュー。2着以下を1秒7も引き離す大差で圧勝した。なお、この時の3着は後の菊花賞優勝馬マチカネフクキタルである。
続く500万下の千両賞は3着に終わり、この年は2戦1勝に終わっている。

### 3歳（旧4歳）

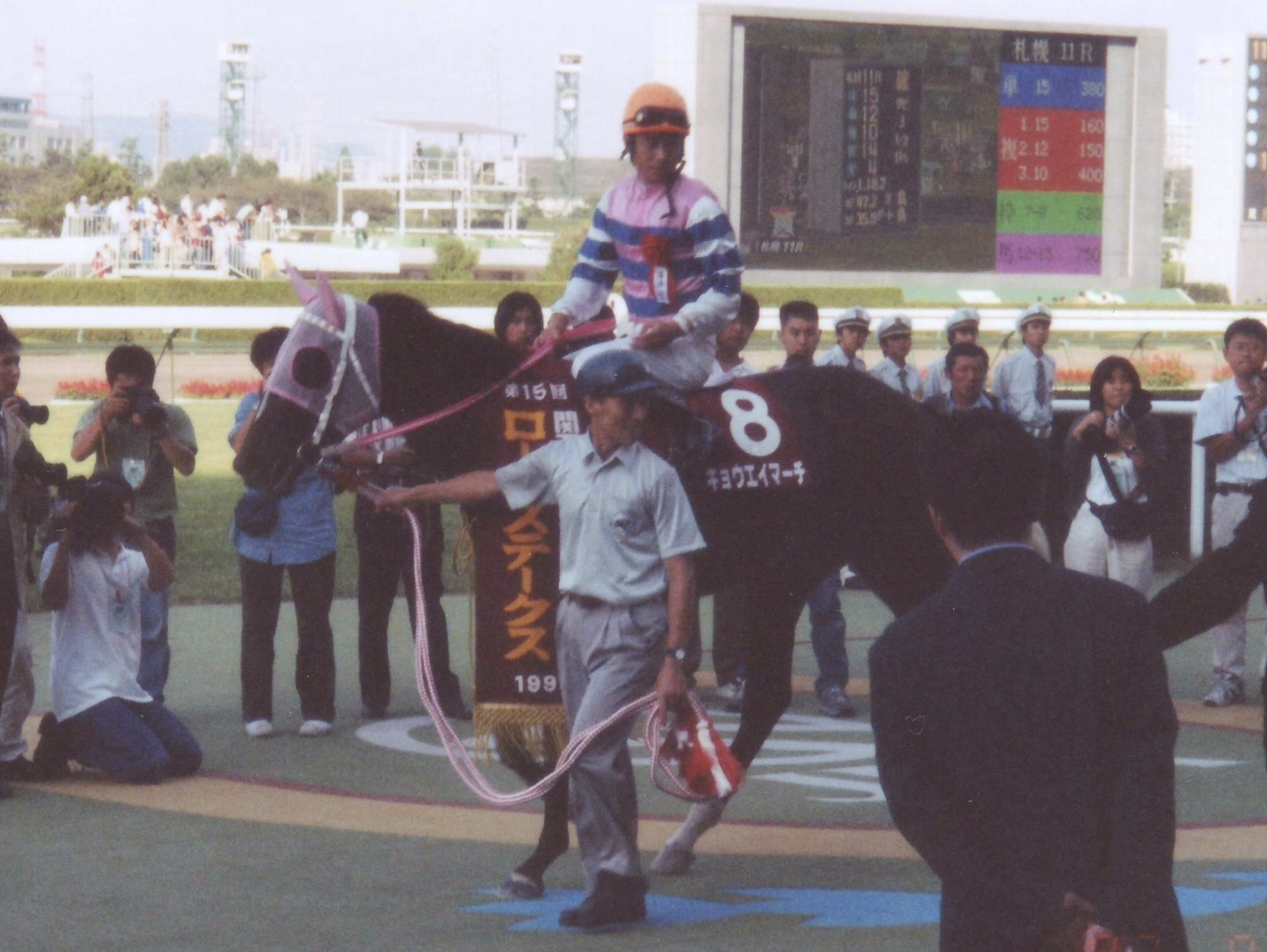
ローズステークス優勝時
（1997年9月21日）

年が明けると、キョウエイマーチは寒梅賞（500万下）、オープン特別のエルフィンステークスを連勝し、クラシック候補に名乗りを挙げた。3月に入って桜花賞トライアルの報知杯4歳牝馬特別に出走、楽々と先頭を奪うとそのままスピードの違いで2着のシーズプリンセスにレース史上最大着差の7馬身の差を付けるレースレコードで圧勝。桜花賞の最有力候補に挙げられるようになった。
迎えた桜花賞本番では、2歳女王のメジロドーベルを抑えて1番人気に推された。桜花賞では不利と言われる大外18番からの出走、降り続いていた雨による不良馬場など不安要素も多かったが、レースでは4コーナーですんなりと先頭に立つと、直線でも全く衰えることなくスピードの違いで後続を引き離し、2着のメジロドーベルに4馬身差をつけ快勝、桜花賞のタイトルを獲得した。鞍上の松永幹夫は初の桜花賞制覇、調教師の野村彰彦は初のGI制覇となった。また生産者であるインターナショナル牧場にとっても自家生産馬としては初のGI制覇となった。
続くオークスでも桜花賞馬ということで1番人気に推され、いつものように逃げを打つものの直線で失速、メジロドーベルのオークス制覇を横目に11着と大敗した。ちなみに、この後もキョウエイマーチは長距離輸送を伴うレースでは勝利したことは無く、キョウエイマーチが現役時代に挙げた勝利は、全て地元の関西圏での競馬場（京都競馬場・阪神競馬場）でのものであった。
秋初戦、休養明けのローズステークスでは1番人気に推されたシーキングザパールに競り勝ったものの、本番の秋華賞では再びメジロドーベルの前に2着に敗れた。これ以降、短距離路線にほぼ専念したため、メジロドーベルとはライバルと言われていたが、結局これが最後の対決となった。
秋華賞後、キョウエイマーチは距離適性を考えてエリザベス女王杯ではなく、マイルチャンピオンシップに出走。快速馬サイレンススズカとの逃げ合戦に競り勝ち、前半の1000mが56秒5という驚異的なハイペースで逃げ粘ったが、ゴール手前でタイキシャトルに差し切られ、2着に終わった。次のスプリンターズステークスでは2番人気に推されるものの11着と大敗し、この年を終えた。

### 4歳（旧5歳）
古馬になるとキョウエイマーチはマイラーズカップ3着、シルクロードステークス11着、スワンステークス6着と勝ち星から見放され、騎手育成のため主戦騎手が松永から秋山真一郎に代わった。だが、主戦騎手が秋山に代わっても、マイルチャンピオンシップ6着、阪神牝馬特別4着に終わり、キョウエイマーチはこの年は勝つことができなかった。

### 5歳（旧6歳）
引退の噂もあったが、キョウエイマーチは現役を続行することになり、フェブラリーステークスで寒梅賞以来2年ぶりのダート戦に挑戦した。レースでは直線半ばまで先頭で逃げ粘り、5着になった。次走のマイラーズカップでは2着に逃げ粘り、久々に連対を果たした。そして、阪急杯ではローズステークス以来となる1年7ヶ月ぶりの重賞制覇を挙げた。重賞制覇の勢いそのままに出走した高松宮記念では4着になり、スプリント戦でも戦えることを示したが、安田記念ではスタートで出遅れ、9着に終わり、休養に入った。
秋はマイルチャンピオンシップ南部杯から復帰、2着になった。マイルチャンピオンシップは5着、スプリンターズステークスでは13着に終わったものの、キョウエイマーチは芝・ダート、中央・地方を問わず短距離の一線級のレースに出走を続け、見せ場を作り続けた。

### 6歳（旧7歳）
6歳になったキョウエイマーチは、この年から1600mに短縮された京都金杯に出走した。57kgという実質的のトップハンデを背負ったものの、2着のアドマイヤカイザーに5馬身の差をつけ快勝した。桜花賞優勝馬で6歳（旧7歳）時に重賞を勝った馬は当馬と中山牝馬ステークスを勝ったキストゥヘヴンのみである。
この後、キョウエイマーチは、フェブラリーステークス11着、黒船賞3着と勝つことができず、マイラーズカップで6着に敗れたのを最後に引退し、繁殖牝馬となった。キャリア28戦中、4角で3番手以下は3度しかなく、今まで経験したことのないスピードと先行力を持っていた印象が残っていると松永が語っている。

## 競走成績
| 競走日 | 競走日 | 競走日 | 競馬場 | 競走名            | 格      | 頭 数 | 枠 番 | 馬 番 | オッズ （人気） | オッズ （人気） | 着順 | 騎手       | 斤量 [kg] | 距離（馬場）  | タイム （上り3F） | タイム差 | 1着馬/（2着馬）        |
| ------ | ------ | ------ | ------ | ----------------- | ------- | ----- | ----- | ----- | --------------- | --------------- | ---- | ---------- | --------- | ------------- | ----------------- | -------- | ---------------------- |
| 1996.  | 11.    | 30     | 阪神   | 3歳新馬           |         | 13    | 4     | 4     | 02.2            | （1人）         | 01着 | 松永幹夫   | 53        | ダ1200m（良） | 1:13.4 (38.4)     | -1.7     | （エリモシテンオー）   |
|        | 12.    | 22     | 阪神   | 千両賞            | 500万下 | 16    | 5     | 9     | 03.7            | （2人）         | 03着 | 橋本美純   | 53        | 芝1600m（良） | 1:36.7 (38.0)     | -0.4     | ホッコービューティ     |
| 1997.  | 01.    | 12     | 京都   | 寒梅賞            | 500万下 | 9     | 8     | 9     | 01.3            | （1人）         | 01着 | 松永幹夫   | 53        | ダ1400m（良） | 1:24.9 (38.5)     | -1.6     | （タガノラピス）       |
|        | 02.    | 16     | 京都   | エルフィンS       | OP      | 15    | 2     | 3     | 02.3            | （2人）         | 01着 | 松永幹夫   | 53        | 芝1600m（稍） | 1:36.7 (36.3)     | -0.1     | （ホッコービューティ） |
|        | 03.    | 09     | 阪神   | 報知杯4歳牝馬特別 | GII     | 16    | 7     | 14    | 02.9            | （1人）         | 01着 | 松永幹夫   | 54        | 芝1400m（良） | 1:21.4 (35.3)     | -1.1     | （シーズプリンセス）   |
|        | 04.    | 06     | 阪神   | 桜花賞            | GI      | 18    | 8     | 18    | 02.6            | （1人）         | 01着 | 松永幹夫   | 55        | 芝1600m（不） | 1:36.9 (37.6)     | -0.7     | （メジロドーベル）     |
|        | 05.    | 25     | 東京   | 優駿牝馬          | GI      | 16    | 7     | 14    | 02.2            | （1人）         | 11着 | 松永幹夫   | 55        | 芝2400m（重） | 2:31.2 (40.5)     | -3.5     | メジロドーベル         |
|        | 09.    | 21     | 阪神   | ローズS           | GII     | 11    | 7     | 8     | 03.9            | （2人）         | 01着 | 松永幹夫   | 54        | 芝2000m（良） | 2:01.6 (35.3)     | -0.1     | （メイプルシロップ）   |
|        | 10.    | 19     | 京都   | 秋華賞            | GI      | 18    | 8     | 17    | 03.9            | （2人）         | 02着 | 松永幹夫   | 55        | 芝2000m（良） | 2:00.5 (36.1)     | -0.4     | メジロドーベル         |
|        | 11.    | 16     | 京都   | マイルCS          | GI      | 16    | 6     | 11    | 12.7            | （5人）         | 02着 | 松永幹夫   | 53        | 芝1600m（良） | 1:33.7 (37.2)     | -0.4     | タイキシャトル         |
|        | 12.    | 14     | 中山   | スプリンターズS   | GI      | 16    | 8     | 15    | 04.8            | （2人）         | 11着 | 松永幹夫   | 53        | 芝1200m（良） | 1:09.7 (37.1)     | -1.9     | タイキシャトル         |
| 1998.  | 03.    | 08     | 阪神   | マイラーズC       | GII     | 11    | 8     | 12    | 03.5            | （2人）         | 03着 | 松永幹夫   | 56        | 芝1600m（良） | 1:34.0 (35.1)     | -0.1     | ビッグサンデー         |
|        | 04.    | 26     | 京都   | シルクロードS     | GIII    | 12    | 6     | 7     | 02.6            | （1人）         | 11着 | 松永幹夫   | 56        | 芝1200m（良） | 1:09.5 (36.4)     | -0.9     | シーキングザパール     |
|        | 10.    | 31     | 京都   | スワンS           | GII     | 14    | 8     | 14    | 04.5            | （2人）         | 06着 | 松永幹夫   | 57        | 芝1400m（良） | 1:23.0 (36.8)     | -1.1     | ロイヤルスズカ         |
|        | 11.    | 22     | 京都   | マイルCS          | GI      | 13    | 1     | 1     | 12.2            | （4人）         | 06着 | 秋山真一郎 | 55        | 芝1600m（良） | 1:34.3 (37.2)     | -1.0     | タイキシャトル         |
|        | 12.    | 20     | 阪神   | 阪神牝馬特別      | GII     | 13    | 4     | 4     | 02.7            | （1人）         | 04着 | 秋山真一郎 | 57        | 芝1600m（良） | 1:35.2 (35.7)     | -0.5     | エガオヲミセテ         |
| 1999.  | 01.    | 31     | 東京   | フェブラリーS     | GI      | 16    | 4     | 7     | 09.0            | （5人）         | 05着 | 秋山真一郎 | 55        | ダ1600m（良） | 1:36.8 (36.5)     | -0.5     | メイセイオペラ         |
|        | 03.    | 07     | 阪神   | マイラーズC       | GII     | 14    | 5     | 8     | 05.6            | （3人）         | 02着 | 秋山真一郎 | 57        | 芝1600m（稍） | 1:35.7 (36.9)     | -0.1     | エガオヲミセテ         |
|        | 04.    | 10     | 阪神   | 阪急杯            | GIII    | 16    | 2     | 3     | 05.0            | （2人）         | 01着 | 秋山真一郎 | 56.5      | 芝1200m（良） | 1:08.6 (35.1)     | -0.2     | （ブロードアピール）   |
|        | 05.    | 23     | 中京   | 高松宮記念        | GI      | 16    | 8     | 15    | 05.5            | （3人）         | 04着 | 松永幹夫   | 55        | 芝1200m（良） | 1:08.2 (35.6)     | -0.2     | マサラッキ             |
|        | 06.    | 13     | 東京   | 安田記念          | GI      | 14    | 4     | 5     | 43.6            | （9人）         | 09着 | 秋山真一郎 | 56        | 芝1600m（良） | 1:34.7 (36.5)     | -1.4     | エアジハード           |
|        | 10.    | 11     | 盛岡   | マイルCS南部杯    | GI      | 12    | 6     | 8     |                 | （2人）         | 02着 | 秋山真一郎 | 54        | ダ1600m（良） | 1:38.9            | -0.5     | ニホンピロジュピタ     |
|        | 11.    | 21     | 京都   | マイルCS          | GI      | 18    | 5     | 10    | 07.5            | （3人）         | 05着 | 秋山真一郎 | 55        | 芝1600m（良） | 1:33.4 (35.9)     | -0.6     | エアジハード           |
|        | 12.    | 19     | 中山   | スプリンターズS   | GI      | 16    | 2     | 3     | 31.2            | （8人）         | 13着 | 秋山真一郎 | 55        | 芝1200m（良） | 1:09.8 (36.3)     | -1.6     | ブラックホーク         |
| 2000.  | 01.    | 05     | 京都   | 京都金杯          | GIII    | 16    | 3     | 6     | 07.1            | （3人）         | 01着 | 秋山真一郎 | 57        | 芝1600m（良） | 1:33.4 (34.6)     | -0.9     | （アドマイヤカイザー） |
|        | 02.    | 20     | 東京   | フェブラリーS     | GI      | 16    | 4     | 8     | 09.0            | （6人）         | 11着 | 秋山真一郎 | 55        | ダ1600m（良） | 1:36.8 (38.3)     | -1.2     | ウイングアロー         |
|        | 03.    | 21     | 高知   | 黒船賞            | GIII    | 12    | 6     | 7     |                 | （1人）         | 03着 | 秋山真一郎 | 56        | ダ1400m（良） | 1:28.8            | -0.9     | ビーマイナカヤマ       |
|        | 04.    | 15     | 阪神   | マイラーズC       | GII     | 18    | 2     | 3     | 05.5            | （2人）         | 06着 | 秋山真一郎 | 58        | 芝1600m（良） | 1:34.8 (37.6)     | -0.5     | マイネルマックス       |

## 繁殖牝馬時代
2001年よりノーザンファーム早来牧場で繋養されていたが、2007年5月9日、最後の産駒となるインペリアルマーチの出産時における大腸変位で死亡した。13歳没。
産駒は見栄えは悪くないが、自身も持っていた脚元の不安を受け継ぐものも多く、2番仔のヴィートヴァンクルは2歳を前にして手術を余儀なくされ、中央・地方で計11戦して未勝利で終わり、初仔ヴィートマルシェ、3番仔トライアンフマーチおよび4番仔インペリアルマーチも体質の弱さなどから2歳戦ではデビューできなかったことなど、必ずしも順調に使うことができないケースが多かった。更に牝駒に恵まれず、初仔のヴィートマルシェが唯一キョウエイマーチの牝系を繋いでいる状況であるが、ヴィートマルシェは交流重賞4勝、そして米GⅠ・ブリーダーズカップ・ディスタフを優勝したマルシュロレーヌやマーキュリーカップ勝ち馬のバーデンヴァイラーを出し、母の叶わなかった重賞馬輩出を果たした。
また、ヴィートマルシェの2番仔サンブルエミューズは繁殖入りし、中でも3番仔ナミュールは優駿牝馬3着・秋華賞2着と牝馬三冠路線で活躍し、さらに古馬になってからはマイルチャンピオンシップ（GⅠ）を制覇。キョウエイマーチの牝系はヴィートマルシェを経て広がりをみせている。
2010年4月11日の阪神競馬場第12競走として施行されたJRAプレミアムレース「阪神スプリングプレミアム」で、当馬が最多得票を獲得したことから『キョウエイマーチメモリアル』の副名称を付与して施行された。

## 繁殖成績
|       | 馬名               | 誕生年 | 性 | 毛色   | 父                 | 厩舎                                           | 馬主                               | 戦績・備考                                |
| ----- | ------------------ | ------ | -- | ------ | ------------------ | ---------------------------------------------- | ---------------------------------- | ----------------------------------------- |
| 初仔  | ヴィートマルシェ   | 2002年 | 牝 | 鹿毛   | フレンチデピュティ | 美浦・小島太                                   | （有）キャロットファーム           | 9戦1勝（引退・繁殖）                      |
| 2番仔 | ヴィートヴァンクル | 2003年 | 牡 | 黒鹿毛 | ブライアンズタイム | 栗東・中竹和也 →大井・赤間清松 →川崎・山崎尋美 | （有）キャロットファーム →池谷誠一 | 11戦0勝（引退）                           |
| 3番仔 | （不受胎）         | 2004年 |    |        |                    |                                                |                                    |                                           |
| 4番仔 | （不受胎）         | 2005年 |    |        |                    |                                                |                                    |                                           |
| 5番仔 | トライアンフマーチ | 2006年 | 牡 | 鹿毛   | スペシャルウィーク | 栗東・角居勝彦                                 | （有）キャロットファーム           | 21戦3勝（皐月賞2着含む重賞連対5回・引退） |
| 6番仔 | インペリアルマーチ | 2007年 | 牡 | 黒鹿毛 | ネオユニヴァース   | 栗東・音無秀孝 →船橋・出川克己                 | （有）キャロットファーム           | 30戦6勝（死亡）                           |

### キョウエイマーチの主要なファミリーライン
インターシャルマン 1987（4勝）
｜ キョウエイマーチ 1994（8勝 桜花賞）
｜｜ヴィートマルシェ 2002（1勝）
｜｜｜サンブルエミューズ 2010（3勝 芙蓉S(OP)）
｜｜｜｜ナミュール 2019（5勝 マイルCS、チューリップ賞、優駿牝馬3着）
｜｜｜｜ラヴェル 2020（5戦3勝 2022アルテミスＳ、2024チャレンジC 現役）
｜｜｜｜アルセナール 2021（1勝 デイリー杯クイーンC2着　現役）
｜｜｜｜ブルージュ 2022（デビュー前）
｜｜｜リリーバレロ 2015（4勝）
｜｜｜マルシュロレーヌ 2016（9勝 ブリーダーズカップ・ディスタフ等重賞5勝）

## 血統表
| キョウエイマーチの血統                         | キョウエイマーチの血統                                | キョウエイマーチの血統   | （血統表の出典）     | （血統表の出典） |
| 父系                                           | リファール系                                          | リファール系             | リファール系         |                  |
| 父 *ダンシングブレーヴ Dancing Brave 1983 鹿毛 | 父の父Lyphard 1969 鹿毛                               | Northern Dancer          | Nearctic             | Nearctic         |
| 父 *ダンシングブレーヴ Dancing Brave 1983 鹿毛 | 父の父Lyphard 1969 鹿毛                               | Northern Dancer          | Natalma              |                  |
| 父 *ダンシングブレーヴ Dancing Brave 1983 鹿毛 | 父の父Lyphard 1969 鹿毛                               | Goofed                   | Court Martial        | Court Martial    |
| 父 *ダンシングブレーヴ Dancing Brave 1983 鹿毛 | 父の父Lyphard 1969 鹿毛                               | Goofed                   | Barra                |                  |
| 父 *ダンシングブレーヴ Dancing Brave 1983 鹿毛 | 父の母Navajo Princess 1974 鹿毛                       | Drone                    | Sir Gaylord          | Sir Gaylord      |
| 父 *ダンシングブレーヴ Dancing Brave 1983 鹿毛 | 父の母Navajo Princess 1974 鹿毛                       | Drone                    | Cap and Bells        |                  |
| 父 *ダンシングブレーヴ Dancing Brave 1983 鹿毛 | 父の母Navajo Princess 1974 鹿毛                       | Olmec                    | Pago Pago            | Pago Pago        |
| 父 *ダンシングブレーヴ Dancing Brave 1983 鹿毛 | 父の母Navajo Princess 1974 鹿毛                       | Olmec                    | Chocolate Beau       |                  |
| 母 インターシャルマン 1987 鹿毛                | 母の父*ブレイヴェストローマン Bravest Roman 1972 鹿毛 | Never Bend               | Nasrullah            | Nasrullah        |
| 母 インターシャルマン 1987 鹿毛                | 母の父*ブレイヴェストローマン Bravest Roman 1972 鹿毛 | Never Bend               | Lalun                |                  |
| 母 インターシャルマン 1987 鹿毛                | 母の父*ブレイヴェストローマン Bravest Roman 1972 鹿毛 | Roman Song               | Roman                | Roman            |
| 母 インターシャルマン 1987 鹿毛                | 母の父*ブレイヴェストローマン Bravest Roman 1972 鹿毛 | Roman Song               | Quiz Song            |                  |
| 母 インターシャルマン 1987 鹿毛                | 母の母トキノシュリリー 1978 栗毛                      | *スティンティノ Stintino | Sheshoon             | Sheshoon         |
| 母 インターシャルマン 1987 鹿毛                | 母の母トキノシュリリー 1978 栗毛                      | *スティンティノ Stintino | Cynara               |                  |
| 母 インターシャルマン 1987 鹿毛                | 母の母トキノシュリリー 1978 栗毛                      | トミニシキ               | *ユアハイネス        | *ユアハイネス    |
| 母 インターシャルマン 1987 鹿毛                | 母の母トキノシュリリー 1978 栗毛                      | トミニシキ               | スズキナルビー       |                  |
| 母系(F-No.)                                    | シュリリー系(FN:7-d)                                  | シュリリー系(FN:7-d)     | シュリリー系(FN:7-d) | [ § 2 ]          |
| 5代内の近親交配                                | Nearco 5×5                                            | Nearco 5×5               | Nearco 5×5           | [ § 3 ]          |
| 出典                                           | 1. 2. 3.                                              | 1. 2. 3.                 | 1. 2. 3.             | 1. 2. 3.         |

近親には5代母クインナルビー（本血統表内スズキナルビーの母）の子孫にオグリキャップ、オグリローマン、アンドレアモンがいる。